# Gustaf Lagerbielke
Gustaf Lagerbielke (Estocolmo, 10 de abril de 2000) es un futbolista sueco que juega en la demarcación de defensa para el S. C. Braga de la Primeira Liga.

## Selección nacional
Tras jugar en las categorías inferiores de la selección, finalmente hizo su debut con la selección de fútbol de Suecia en un partido amistoso contra Islandia que finalizó con un resultado de 2-1 a favor del combinado sueco tras el gol de Sveinn Aron Guðjohnsen para Islandia, y de Elias Andersson y Jacob Ondrejka para Suecia.

## Clubes
| Club                  | País         | Año       | Partidos | Goles |
| --------------------- | ------------ | --------- | -------- | ----- |
| FC Djursholm          | Suecia       | 2017      | 5        | 0     |
| AIK Fotboll           | Suecia       | 2018      | 0        | 0     |
| Sollentuna FK         | Suecia       | 2018-2020 | 48       | 1     |
| Västerås SK           | Suecia       | 2021      | 15       | 3     |
| IF Elfsborg           | Suecia       | 2021-2022 | 8        | 0     |
| Degerfors IF (cedido) | Suecia       | 2022      | 14       | 3     |
| IF Elfsborg           | Suecia       | 2023      | 16       | 2     |
| Celtic F. C.          | Escocia      | 2023-2024 | 10       | 1     |
| F. C. Twente (cedido) | Países Bajos | 2024-2025 | 32       | 2     |
| S. C. Braga           | Portugal     | 2025-     |          |       |

## Palmarés

### Títulos nacionales
| Título               | Club         | País    | Año  |
| -------------------- | ------------ | ------- | ---- |
| Scottish Premiership | Celtic F. C. | Escocia | 2024 |
| Copa de Escocia      | Celtic F. C. | Escocia | 2024 |